# کی هیگن
کی هیگن (به انگلیسی: Kay Hagan) (زادهٔ ۲۶ مه ۱۹۵۳ - درگذشته 28 اکتبر 2019) سناتور ایالت کارولینای شمالی در سنای ایالات متحده آمریکا بود که برای نخستین‌بار در ۳ ژانویه ۲۰۰۹ به‌عضویت این مجلس درآمد. وی در زمرهٔ سناتورهای گروه دوم بود که به‌مدت ۴ سال در سنا حضور دارند و تا تاریخ ۳ ژانویه ۲۰۱۵ در این مجلس بود. هیگن در انتخابات سال ۲۰۱۴ با شکست در برابر تام تیلیس رئیس مجلس نمایندگان کارولینای شمالی از انتخاب برای دومین دوره بازماند.